# Pacific Daylight Time
Pacific Daylight Time of PDT is de term voor zomertijd in de tijdzone aan de westkust van Noord-Amerika.
PDT is gelijk aan Pacific Standard Time plus 1 uur, ofwel UTC minus 7 uur.
Pacific Daylight Time wordt gevolgd in de volgende gebieden: (* geeft aan dat zomertijd wordt toegepast)
- westelijk Canada (Brits-Columbia*, Yukon*)
- westelijke Verenigde Staten (Californië*, Idaho (noordelijk deel)*, Nevada*, Oregon*, Washington*)
- uiterst westelijk Mexico: Baja California*